# السنة الدولية للبقول

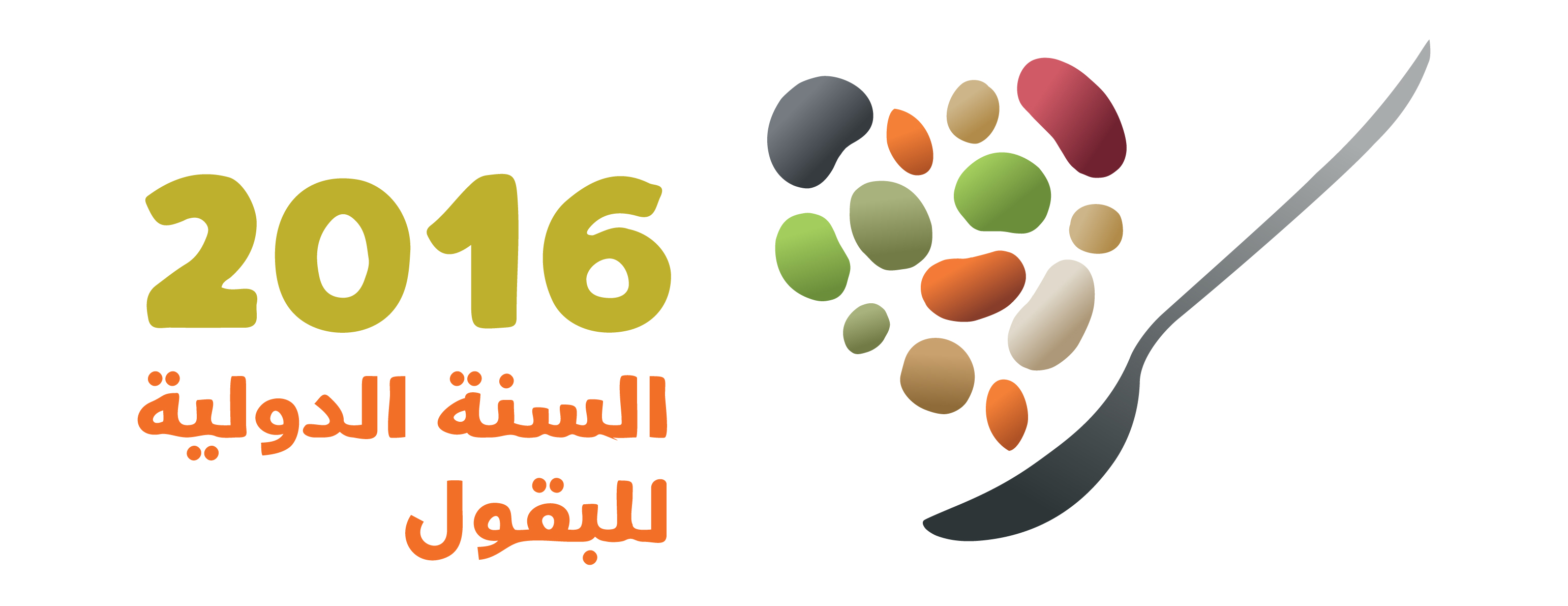
شعارالسنة الدولية للبقوليات 2016

السنة الدولية للبقول تم تحديدها لتكون عام 2016 من منظمة الأغذية والزراعة خلال الاجتماع ال68 للجمعية العامة للأمم المتحدة في 20 ديسمبر 2013

## الاهداف
من الأهداف لهذا العام ان يتم توعية الناس بالقيمة الغذائية للبقوليات، والتعاون لاستدامة استخدامها .